# 足達勇輔
足達勇輔（Yusuke Adachi，1961年12月5日－），生於日本神奈川縣，已退役日本足球運動員兼教練，在日本擁有超過二十年的足球管理及培訓的經驗，現時擔任越南足球聯合會技術總監。

## 教練生涯
足達勇輔生於日本神奈川縣，於1994至00年在日職球隊平冢比馬及大阪櫻花執教青年隊，及後在日本足球學院擔任教練，於2005至06年執教日乙球會橫濱FC期間引入日本國寶三浦知良，在2012年至14年間在日丙球會AC長野柏西路擔任體育總監，約滿後轉任足球評述員及在日本足球協會任職， 於2016年1月加入香港足球總會擔任菁英發展教練負責評估及改善香港各級代表隊的整體培訓方式及水平。